# 世界广播网
世界广播网（英語：WRN Broadcast，旧全称为“World Radio Network”）是一家位于英国的广播电视机构。WRN在世界各地通过有线电视、调频广播通讯卫星和互联网，向全球播出各国广播电台的节目。其中国大陆成员包括广东广播电视台旗下的广东人民广播电台。

## 历史
WRN于1992年成立。2009年，WRN收购了TSI Broadcast，至此WRN由原本只在美国和墨西哥广播，转变为面向全球广播的广播节目供应商。2010年，WRN的全称由“World Radio Network”改为“WRN Broadcast”。2015年3月，WRN被英国巴布考克国际集团收购。